# NGC 6593
NGC 6593 este o galaxie situată în constelația Hercule. A fost descoperită în 10 iunie 1864 de către Albert Marth. Se află la o distanță de 71,89 de megaparseci de Pământ.